# Кринична вулиця (Київ, Дарницький район)
Крини́чна ву́лиця — вулиця в Дарницькому районі міста Києва, місцевість Бортничі. Пролягає від Березневої вулиці до кінця забудови.

## Історія
Виникла у середині 2000-х років під такою ж назвою.